# 水神神社
水神神社（すいじんじんじゃ）は、長崎市にある神社。旧村社。

## 歴史

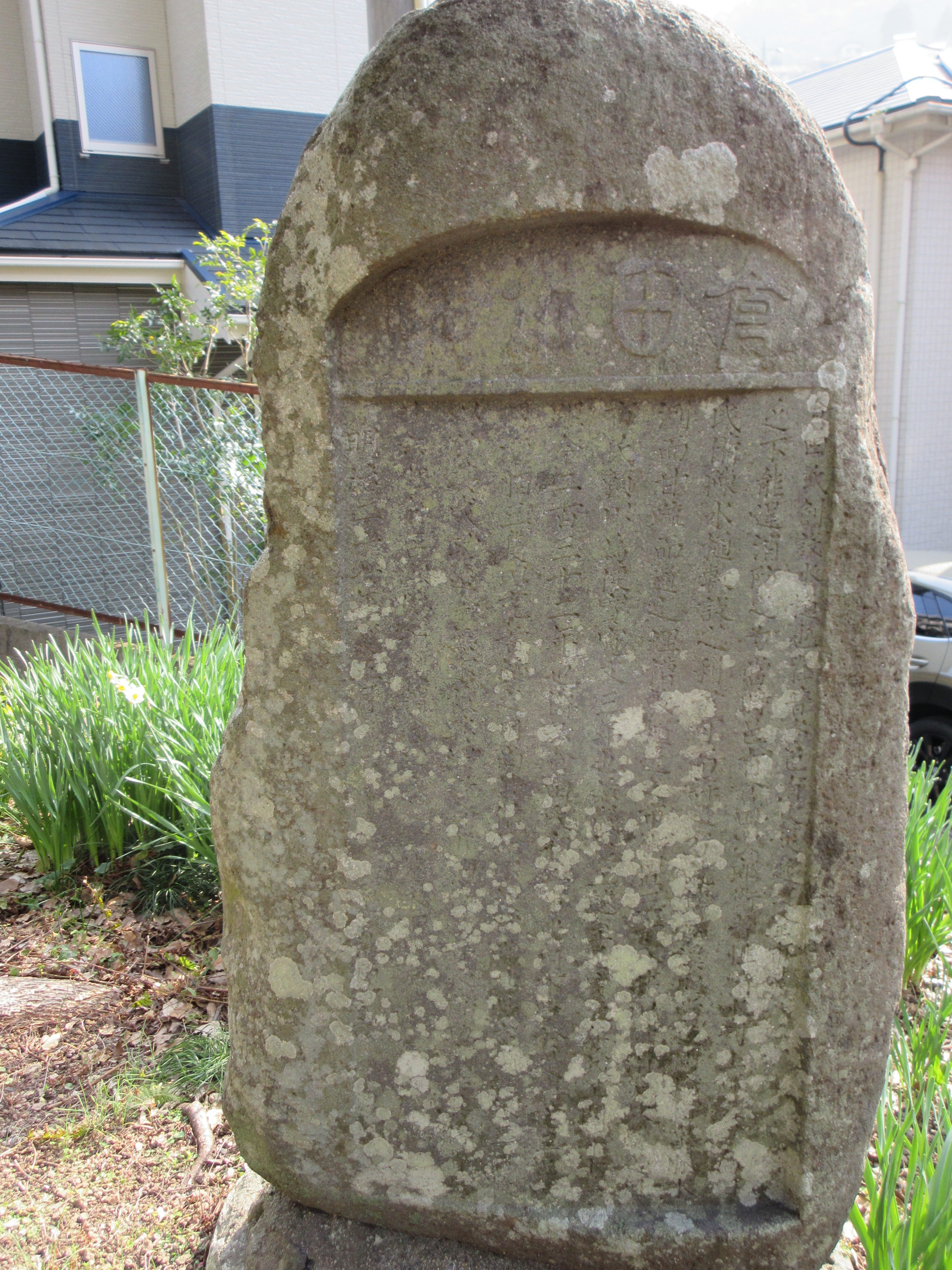
倉田水樋碑

承応元年（1652年）、渋江（澁江）刑部公師が神社を開創。
もとは出来大工町にあったが後に炉粕町に移転した、または当初から炉粕町に創建されたと伝わる。
長崎の地に流れる中島川は市民が投棄する塵芥で汚染されていたが、神主渋江公豊が長崎奉行に提訴した後は塵芥の投棄は禁止され、各町内で井戸浚いを行い、水神祭を行うこととなった。
元文4年（1739年）に、八幡町にある倉田水樋の水源付近に移転。この当時の境内の敷地は1039坪7合9勺。
オランダ商館長が江戸へ参府する前には、大小通詞が伊勢宮と水神社に御初穂銀を献じていた。
1920年（大正9年）、水源地に近い本河内に移転する。

## 石碑、かっぱ石

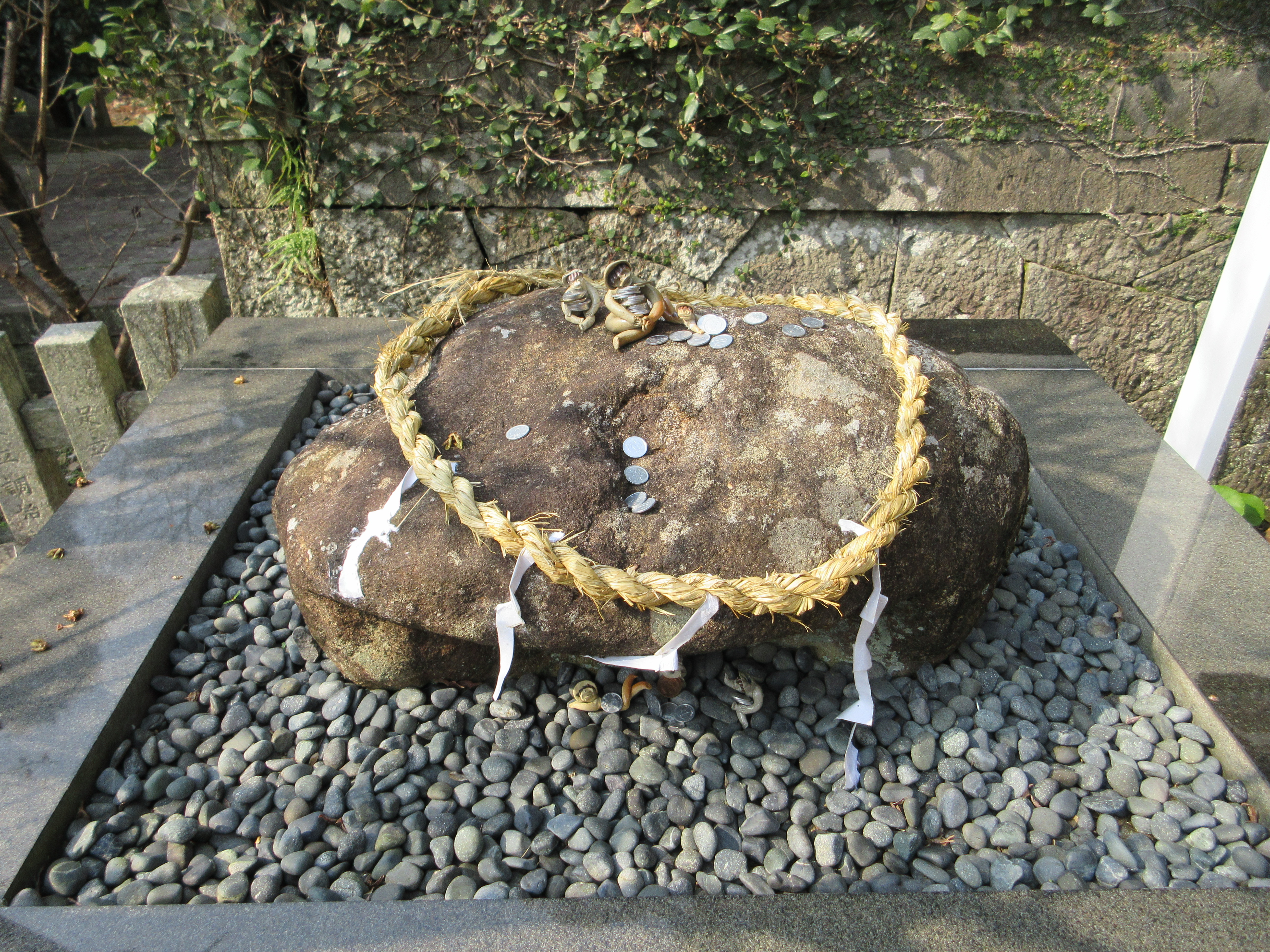
かっぱ石

神社の境内にある倉田水樋碑は、撰文、揮毫とも池原謙のものと推定されている。1894年（明治27年）5月に建立されたもので、もとは八幡町にあった水神社の境内にあった。神社が本河内町に移転した際に、この碑も同地に移された。
河童はみな水神様の家来だということで、河童にまつわる話が残る。河童が増えて、人間へのいたずらをするようになったので、たまりかねた水神様の神主が毎年6月15日の深夜2時に河童を招いてご馳走してお酒をふるまうようにした。すると翌朝には酔っ払った河童たちが真っ赤な顔をして橋の下や石の上にたわむれ遊んでいたそうで、それからはよく言うことを聞くようになったという。
毎年5月5日の深夜、神主の渋江家は、集まった河童たちにご馳走をしたとも伝わる。河童たちへ出したご馳走には中に輪切りにした竹を入れておき、自分の分には筍を入れておいた神主は、河童たちの目の前でそれを食べてみせた。神主が堅い竹を噛み砕くような強い歯をしていると驚いた河童は、それ以後は人間の強さに感心していたずらをしなくなったという。
神主の渋江家は、客を招く時は、前夜に河太郎文字で献立を書いておくと、翌朝には魚が盤に満ちていたという。これは、水族は渋江家の祖・栗隈王に統率されていたためだとされる。

## 歴代宮司
1. 渋江刑部（公延） - 承応元年（1652年）から寛文9年（1669年）まで18年間[注釈 1]
2. 渋江文大夫公姿 - 寛文9年から宝永4年（1707年）まで39年間[注釈 1]
3. 渋江日向守公豊 - 宝永4年から享保18年（1733年）まで27年間[注釈 1]
4. 渋江近江守公般 - 享保18年から宝暦4年（1754年）まで22年間[注釈 1]
5. 渋江式部公定 - 宝暦4年から同10年（1760年）まで7年間[注釈 1]
6. 渋江式部公登 - 宝暦10年から文化元年（1804年）まで45年間[注釈 1]